# Filmografia lui John Carpenter
John Howard Carpenter este un regizor de film producător și ocazional actor american. Carpenter a regizat numeroase filme, fiind considerat unul dintre cei mai realizați și influent regizori de film horror și science-fiction de la Hollywood.

## Filme
| An   | Film                                     | Creditat ca | Creditat ca        | Creditat ca | Creditat ca | Creditat ca | Creditat ca                        |
| An   | Film                                     | Regizor     | Producător de film | Scenarist   | Compozitor  | Actor       | Role                               |
| ---- | ---------------------------------------- | ----------- | ------------------ | ----------- | ----------- | ----------- | ---------------------------------- |
| 1970 | The Resurrection of Broncho Billy        |             |                    | Da          | Da          |             |                                    |
| 1974 | Dark Star                                | Da          | Da                 | Da          | Da          |             |                                    |
| 1976 | Asalt asupra secției 13                  | Da          | Da                 | Da          | Da          | Da          | Gang Member                        |
| 1978 | Ochii Laurei Mars                        |             |                    | Da          |             |             |                                    |
| 1978 | Halloween                                | Da          | Da                 | Da          | Da          | Da          | Vocea lui Paul (iubitul lui Annie) |
| 1980 | The Fog                                  | Da          |                    | Da          | Da          | Da          | Bennett                            |
| 1981 | Escape from New York                     | Da          |                    | Da          | Da          |             |                                    |
| 1981 | Halloween II                             |             | Da                 | Da          | Da          |             |                                    |
| 1982 | Creatura                                 | Da          |                    |             |             | Da          | Norvegianul din montajul video     |
| 1982 | Halloween III: Season of the Witch       |             | Da                 |             | Da          |             |                                    |
| 1983 | Christine                                | Da          |                    |             | Da          |             |                                    |
| 1984 | Experimentul Philadelphia                |             | Da                 |             |             |             |                                    |
| 1984 | Starman                                  | Da          |                    |             |             | Da          | Omul din elicopter                 |
| 1986 | Big Trouble in Little China              | Da          |                    | Da          | Da          | Da          | Lucrător în cartierul chinezesc    |
| 1986 | Black Moon Rising                        |             | Da                 | Da          |             |             |                                    |
| 1986 | The Boy Who Could Fly                    |             |                    |             |             | Da          | Coupe de Villes band member        |
| 1987 | Prince of Darkness                       | Da          |                    | Da          | Da          |             |                                    |
| 1988 | They Live                                | Da          |                    | Da          | Da          |             |                                    |
| 1988 | Halloween 4: The Return of Michael Myers |             |                    |             | Da          |             |                                    |
| 1992 | Memoirs of an Invisible Man              | Da          |                    |             |             | Da          | pilot elicopter                    |
| 1993 | The Silence of the Hams                  |             |                    |             |             | Da          | Trench coat man                    |
| 1995 | In the Mouth of Madness                  | Da          |                    |             | Da          |             |                                    |
| 1995 | Orașul celor blestemați                  | Da          |                    |             | Da          | Da          | Man at gas station phone           |
| 1995 | Halloween insângerat                     |             |                    |             | Da          |             |                                    |
| 1996 | Escape from L.A.                         | Da          |                    | Da          | Da          |             |                                    |
| 1998 | Vampires                                 | Da          |                    |             | Da          |             |                                    |
| 1998 | Halloween H20: 20 Years Later            |             |                    |             | Da          |             |                                    |
| 2001 | Ghosts of Mars                           | Da          |                    | Da          | Da          |             |                                    |
| 2001 | Vampires: Los Muertos                    |             | Da                 |             |             |             |                                    |
| 2002 | Halloween: Resurrection                  |             |                    |             | Da          |             |                                    |
| 2005 | Assault on Precinct 13                   |             |                    | Da          |             |             |                                    |
| 2005 | The Fog                                  |             | Da                 | Da          |             |             |                                    |
| 2007 | Halloween                                |             |                    | Da          |             |             |                                    |
| 2010 | The Ward                                 | Da          |                    |             |             |             |                                    |
| An   | Film                                     | Regizor     | Producător de film | Scenarist   | Compozitor  | Actor       | Role                               |
| An   | Film                                     | Creditat ca |                    |             |             |             |                                    |

^ I Creditat ca editor de film.

^ II Necreditat ca actor.

^ III Doar tema muzicală a filmului.

### Filme cu venituri mari
This is a list of films directed by John Carpenter that grossed more than $10 million at the US box office according to Box Office Mojo. Carpenter's films have grossed domestically a total of more than $282 million, with an average of $18 million per film.
| Poziția | Titlu                       | Venitul total (US$) |
| ------- | --------------------------- | ------------------- |
| 1       | Halloween                   | 47.0 million        |
| 2       | Starman                     | 28.7 million        |
| 4       | Escape From L.A.            | 25.4 million        |
| 5       | Escape From New York        | 25.2 million        |
| 6       | The Fog                     | 21.3 million        |
| 7       | Christine                   | 21.0 million        |
| 8       | John Carpenter's Vampires   | 20.3 million        |
| 9       | The Thing                   | 19.6 million        |
| 10      | Memoirs of an Invisible Man | 14.3 million        |
| 11      | Prince of Darkness          | 14.1 million        |
| 12      | They Live                   | 13.0 million        |

## Televiziune
| An   | Titlu                              | Creditat ca                          |
| ---- | ---------------------------------- | ------------------------------------ |
| 1978 | Zuma Beach                         | scenarist                            |
| 1978 | Someone's Watching Me!             | regizor, scenarist                   |
| 1979 | Better Late Than Never             | scenarist                            |
| 1979 | Elvis                              | regizor                              |
| 1990 | El Diablo                          | scenarist                            |
| 1991 | Blood River                        | scenarist                            |
| 1993 | Body Bags                          | regizor, producător, composer, actor |
| 1999 | Silent Predators                   | scenarist                            |
| 2005 | Cigarette Burns                    | regizor                              |
| 2006 | Masters of Horror episode Pro-Life | regizor                              |